# Comité national olympique de la Gambie
Le Comité national olympique de la Gambie (en anglais, The Gambia National Olympic Committee) est le comité national olympique de la Gambie, fondé en 1972. Il a été reconnu par le CIO en 1976.

## Histoire
Le comité est fondé en 1972 sous le nom de Gambia Olympic Association avant de prendre le nom de Gambia National Olympic Committee. Reconnu provisoirement pour que les athlètes gambiens puissent participer aux Jeux olympiques d'été de 1976, le Comité est reconnu définitivement par le Comité international olympique durant les Jeux.
La Gambie se désiste finalement à la dernière minute des Jeux de 1976 et participe à ses premiers Jeux olympiques en 1984 à Los Angeles.
Le CNO agit également en tant qu'association des jeux du Commonwealth à partir de 2018. Cela marque le retour de la Gambie après son retrait des jeux de 2014.